# 大阪府道132号高槻茨木線
大阪府道132号高槻茨木線（おおさかふどう132ごう たかつきいばらきせん）は、大阪府高槻市から茨木市に至る一般府道である。

## 概要
高槻市庄所町から茨木市永代町に至る。

### 路線データ
- 起点：大阪府高槻市庄所町（高西交差点、大阪府道16号大阪高槻線交差点）
- 終点：大阪府茨木市永代町（大阪府道139号枚方茨木線交点）

## 路線状況

### 重複区間
- 大阪府道133号鳥飼八丁富田線（高槻市富田町6丁目）

### 道路施設

#### 橋梁
- 城西橋（芥川、高槻市）
- 天堂橋（如是川、高槻市）
- 千歳橋（安威川、茨木市）

## 地理

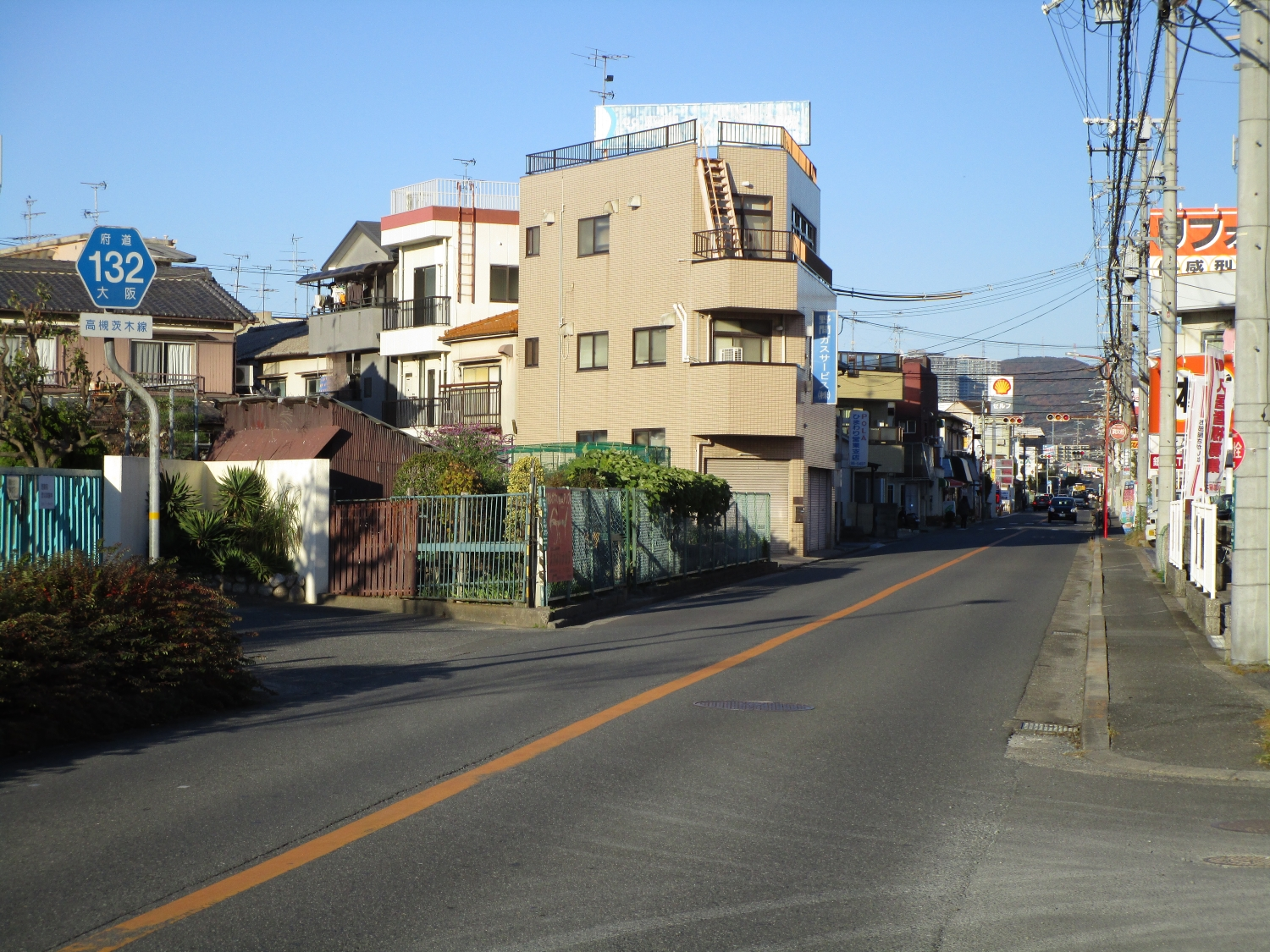
大阪府道132号高槻茨木線（高槻市立五百住小学校付近）

### 通過する自治体
- 大阪府
  - 高槻市 - 茨木市

### 交差する道路
| 交差する道路                             | 市町村名 | 交差する場所 | 交差する場所      |
| ---------------------------------------- | -------- | ------------ | ----------------- |
| 大阪府道16号大阪高槻線                   | 高槻市   | 庄所町       | 高西交差点 / 起点 |
| 大阪府道133号鳥飼八丁富田線 重複区間起点 | 高槻市   | 富田町6丁目  |                   |
| 大阪府道133号鳥飼八丁富田線 重複区間終点 | 高槻市   | 富田町6丁目  |                   |
| 大阪府道139号枚方茨木線                  | 茨木市   | 永代町       | 終点              |

### 交差する鉄道
- 阪急京都本線

### 沿線施設
- 高槻市立如是小学校
- 高槻市立如是中学校
- 高槻市立五百住小学校
- マルヤス 登美の里店
- 医療法人仙養会北摂総合病院
- 総持寺公団住宅
- 阪急オアシス総持寺店
- 関西みらい銀行 総持寺出張所
- 茨木市立東中学校
- 阪急京都本線 茨木市駅